# پطروس (چورنوهورا)
پطروس (به لاتین: Petros) یک کوه در اوکراین است که در شهرستان راکیو واقع شده‌است. پطروس ۲٬۰۲۰ متر بالاتر از سطح دریا واقع شده‌است.